# Itasha
Itasha (jap. 痛車) – japoński termin oznaczający samochód, którego karoseria została ozdobiona fikcyjnymi postaciami z anime, mang lub gier komputerowych (gier bishōjo). Ilustracje te przedstawiają głównie „moe dziewczyny” (bishōjo). Wnętrze pojazdu może być również ozdobione figurkami, poduszkami i innymi produktami z takimi postaciami. Samochody itasha są wykorzystywane przez otaku m.in. do podróży do tzw. „świętych miejsc”, czyli rzeczywistych lokalizacji przedstawionych w anime.

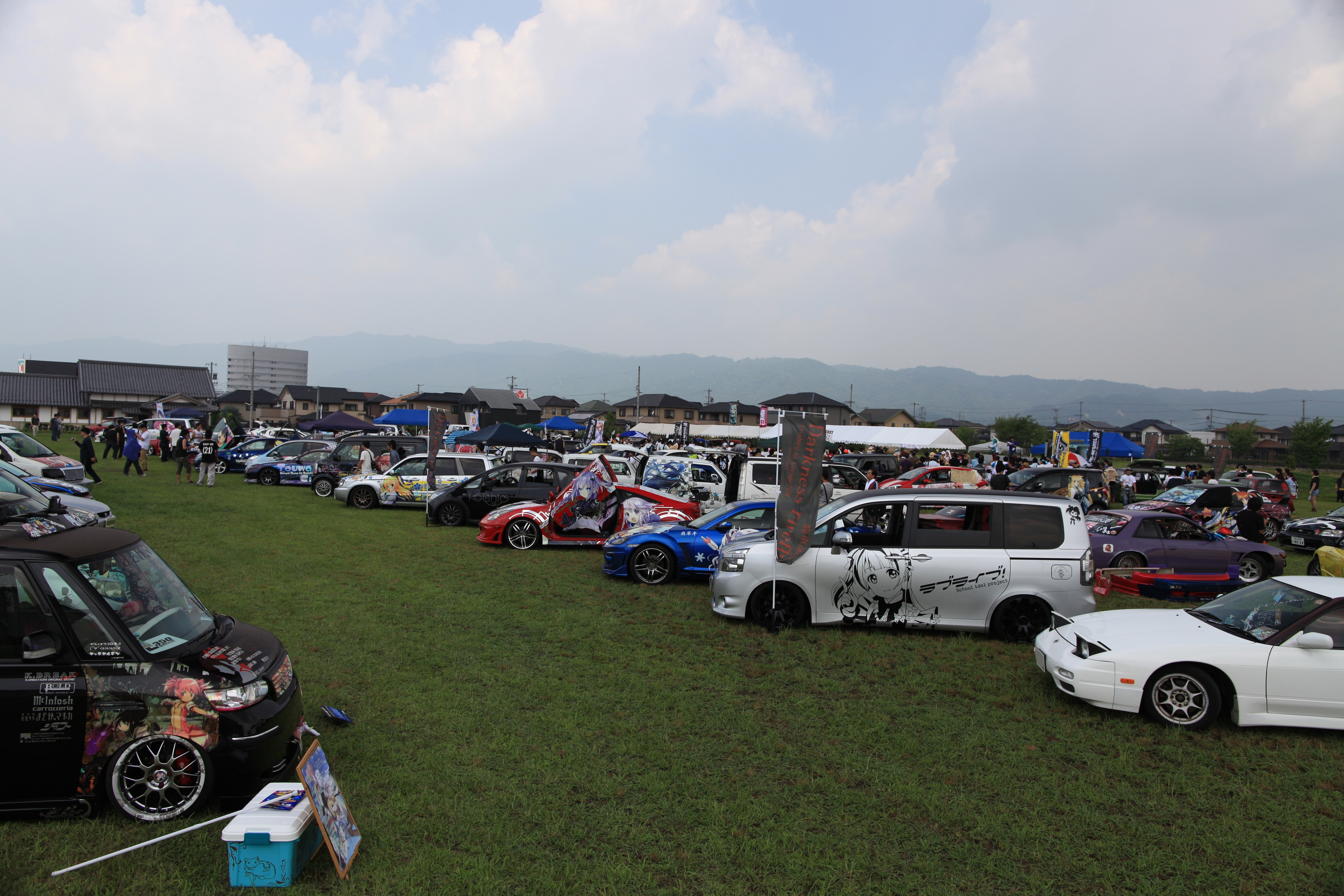
Zlot posiadaczy itasha w Idze

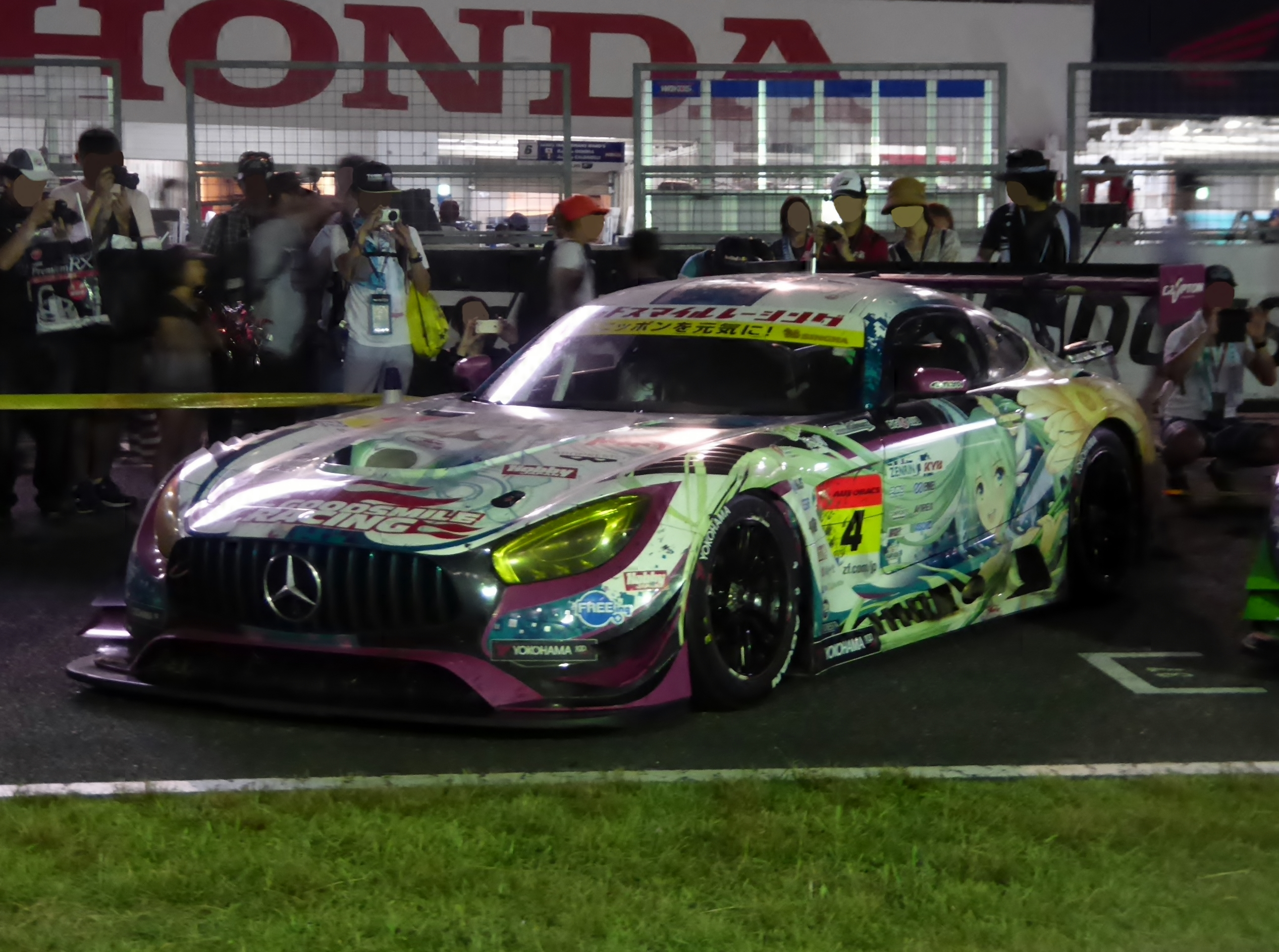
Mercedes-AMG GT uczestniczącego w wyścigach Super GT zespołu Goodsmile Racing przedstawiający Hatsune Miku

Termin itasha jest połączeniem japońskich słów itai (jap. 痛い; „bolesny”; tu w znaczeniu potocznym: „żenujący, wprawiający w zakłopotanie”) i sha (jap. 車; „samochód”). Stanowi on także homofoniczną grę słów z używanym wcześniej określeniem włoskich samochodów (jap. イタリア車 Itaria-sha) – Itasha (jap. イタ車).
Podobnie ozdobione motocykle nazywane są itansha (jap. 痛単車), rowery – itachari (jap. 痛チャリ), a pociągi – itadensha (jap. 痛電車).